# Cimitero della Villette
Il cimitero della Villette è un piccolo cimitero situato in rue d'Hautpoul 46 nel 19º arrondissement di Parigi; ha una superficie di 1,13 ettari. Venne aperto nel 1828 ed ospita 2.500 sepolture. Inizialmente, fu un cimitero appartenente al comune di La Villette, in seguito passò nell'area parigina, nel 1860, con l'annessione di tutta la cittadina alla città. Presenta decorazioni di un centinaio di alberi, come aceri, tigli e castagni.
Situato sotto l'Allée Darius-Milhaud, seguendo il percorso della vecchia ferrovia della Petite Ceinture, è visibile attraverso ampie aperture nella parete posteriore.